# Hypsiboas riojanus
Hypsiboas riojanus és una espècie de granota que viu a l'Argentina.